# Rafael Sánchez-Guerra
Rafael Sánchez-Guerra Sainz (Madrid, 28 ottobre 1897 – Villava, 2 aprile 1964) è stato un politico e giornalista spagnolo, presidente del Real Madrid per quattro anni, dal 1935 al 1939.
Il periodo della sua presidenza coincide con la Guerra civile spagnola. Sánchez-Guerra fu un eminente repubblicano che rifiutò di fuggire dalla città di Madrid quando questa stava per cadere nelle mani di Franco. Venne catturato, imprigionato e torturato dai franchisti prima di riuscire a fuggire a Parigi, dove divenne uno dei principali membri del governo repubblicano in esilio.
Durante la Guerra, Sánchez-Guerra ebbe qualche piccolo ruolo nell'amministrazione giornaliera del Real Madrid, con i presidenti Juan José Vallejo e Antonio Ortega.